# ウルトラマン倶楽部3
ウルトラマン倶楽部3（ウルトラマンくらぶスリー） は、サミーから発売されたB-CTタイプのパチスロ機。通称マンクラ。

## 概要
チャレンジタイム(CT)を搭載したマシンである。また、ウルトラマン倶楽部とのタイアップ機種であり、絵柄やBGMにその世界観をテーマとしたものが取り入れられている。それらを活かしたゲーム性はもとより、最高設定における破格のスペック（後述）で人気を博し、セールスが3万台を超える（メーカー発表）ヒット作となった。

## 特徴
ゲーム性
- リーチ目によってボーナスを察知する、オーソドックスなタイプ。2000種類以上（メーカー発表）のリーチ目を搭載し、小役の菱形や枠外7揃いなど、当時のサミーらしいものも数多く取り入れられている。
- CTはビッグボーナス成立時に1/2で抽選され、当選すれば赤7、しなければ青7が成立する。ボーナス単体での期待獲得枚数は両者同じ。なお、レギュラーボーナスは搭載されていない。

チャレンジタイム
- CTは赤7揃いのビッグボーナス終了後、即時開始する。純増201枚以上の獲得か99ゲーム消化、またはビッグボーナス成立で終了となる。
- CT中はすべてのリールが直ちに停止する。ただしリプレイとボーナスの成立時には制御されるので、リールがスベってリプレイが揃わなければ即ちボーナス成立であった（リプレイ不成立時にそれを外すための最低限の制御は起こりうる）。その場合はゲーム終了後BGMが止まるため、簡単に認識できる。
- CT中は黒チェリー（7枚役で上段か下段に止まれば14枚）を枠内に狙うことで枚数を増やし、赤チェリー（1枚役で上段か下段に止まれば2枚）を狙うことで200枚を超えずにCTを規定ゲーム数いっぱいまで延命することが出来た。獲得枚数を増加させることは黒チェリーの視認性が高いためさほど難しくないが、CTを維持する段階では予期せず5枚役（バルタン星人・バルタン星人・リプレイ）や15枚役（レッドキング）が揃い終了してしまう場合もあるため、要求される目押しレベルは比較的高めといえる。
- CT中の純増枚数はリール下部のキャラクターおよびカラータイマーでおおよその枚数がナビゲートされる。

## ボーナス確率
| 設定 | 1       | 2       | 3       | 4       | 5       | 6       |
| ---- | ------- | ------- | ------- | ------- | ------- | ------- |
| BIG  | 1/256.0 | 1/244.5 | 1/234.1 | 1/224.4 | 1/210.1 | 1/143.7 |

## 業界に与えた影響
本機は設定6のボーナス確率が破格の高さとなっており、1万枚獲得も射程圏内であったことから「エクストラモード」と呼ばれることもあった。この機種あたりから改造を行わなくても1日フル稼働でプレイヤー側の獲得枚数が1万枚を超える機種が出始め、この流れは大花火などの大量獲得機やAT機能をフル活用した獣王へと続く。「万枚」という言葉がパチスロ界を席巻するとともに、同時に出玉に関する規制が厳しくなり4号機の終焉を早めるきっかけともなった。

## 実機シミュレーション
- 実戦パチスロ必勝法! サミーレヴォリューション （プレイステーション用ソフト）